# Waterloo—Wellington (circonscription provinciale)
Circonscription électorale provinciale du Canada
Waterloo—Wellington est une ancienne circonscription provinciale de l'Ontario représentée à l'Assemblée législative de l'Ontario de 1999 à 2007.
La circonscription est apparue en 1999 lorsque le gouvernement de Mike Harris adopte un projet de loi visant à réduire le nombre de circonscriptions provinciales.

## Historique
| Législature                                                  | Années    | Député | Député     | Parti                     |
| ------------------------------------------------------------ | --------- | ------ | ---------- | ------------------------- |
| Waterloo—Wellington Circonscription issue de Wellington (en) |           |        |            |                           |
| 37e                                                          | 1999–2003 |        | Ted Arnott | Progressiste-conservateur |
| 38e                                                          | 2003–2007 |        | Ted Arnott | Progressiste-conservateur |
| Circonscription dissoute parmi Wellington—Halton Hills       |           |        |            |                           |

## Circonscription fédérale
Une circonscription fédérale du même nom a existé de 1996 à 2003. 
Depuis les élections provinciales ontariennes du 4 octobre 2007, l'ensemble des circonscriptions provinciales et des circonscriptions fédérales sont identiques. 